# ABC Amsterdam
ABC Amsterdam, was een Nederlandse basketbalclub uit Amsterdam die uitkwam in de Eredivisie. Het tenue bestond uit een rood shirt en een rood broekje, het reservetenue is wit/wit. ABC Amsterdam speelde haar thuiswedstrijden in de Sporthallen Zuid in Amsterdam. In het bestaan van de club won het zeven keer het landskampioenschap. In 2011 werd de club opgeheven.

## Historie
Nadat Graydons Canadians in het seizoen 1993/1994 niet terugkeerde in de eredivisie, werd vlak voor het begin van het seizoen 1995/96 door de drie Amsterdamse basketballers Ed de Haas, Carlo Brunink en Oscar Kales besloten dat er weer een Amsterdams eredivisieteam moest worden opgericht. Snel werd er een naamloze club opgericht die voor het eerst in de Nederlandse basketbalgeschiedenis direct in de eredivisie werd toegelaten. Met sponsor Finish Profiles en onder coach Tyrone Marioneaux speelden 37 verschillende spelers in dit team, dat dat seizoen op de negende plaats eindigde.
Het seizoen daarna werd de club verder op de rails gezet met coach Jan Willem Jansen en spelers als Mario Bennes, Milko Lieverst, Ed de Haas, Martin Esajas en Bud Greer, die het niveau zodanig opkrikten dat de NBB-Beker werd gewonnen en in de spannende best-of-sevenfinale in de zevende wedstrijd net werd verloren van Libertel Den Bosch. Tevens kreeg de club dit seizoen een echte naam, Astronauts, een verwijzing naar thuisbasis de Apollohal.
In het seizoen 1997/98 werd de club uitgebouwd met een tweede team, uitkomende in de Promotiedivisie en een juniorenteam dat uitkomt in de Junioren Eredivisie. Ook werd de eerste wedstrijd op Europees niveau in de Eurocup gespeeld.
De volgende jaren bleef de club groeien met een nieuwe hoofdsponsor onder de naam Ricoh Astronauts. Onder leiding van Ton Boot werden diverse hoogtepunten gehaald, zoals het eerste Nederlandse kampioenschap in seizoen 1998/1999 en een halve finale in de Korać Cup waarin het Franse Racing Club de Paris met supertalent Tony Parker maar net aan lukte om te winnen, in blessuretijd, in 1999/2000.
Na het kampioenschap in seizoen 2000/2001 verhuisde de club naar de Sporthallen Zuid, waar het in het eerste jaar (2001/2002) wederom de titel pakte.
Seizoen 2002/2003 is een dip in het succes van de Astronauts, maar in het seizoen daarna begon het weer beter te gaan, met de nieuwe coach Arik Shivek en een nieuwe hoofdsponsor, het internetbedrijf Demon. Met onder andere Joe Spinks, Mario Bennes, Chris McGuthrie, Koen Rouwhorst en de nieuw aangetrokken Tony Miller en Teddy Gipson wordt een tweede plaats in de eredivisie behaald in 2003/2004.
In 2004/2005 worden de Oost-Europese spelers Vileta en Obersats aangetrokken en breekt de Nederlander Niels Meijer door. Europees gaat het wat minder en in de beker worden de Demon Astronauts onverwacht uitgeschakeld door Landstede Zwolle. In de landskampioenschapsfinales wordt Landstede Zwolle echter gemakkelijk met 4-0 verslagen en zo wordt het vijfde kampioenschap in tien jaar behaald.
Aan het einde van het seizoen 2005/2006 stopt Demon met de sponsoring. Met ingang van het daaropvolgende seizoen speelt men onder de naam Amsterdam Astronauts.
Op 29 mei 2007 wordt Roel Pieper benoemd tot nieuwe voorzitter van het bestuur en vervangt hij Ruud Frese die vicevoorzitter wordt. Per 1 juli 2007 is de firma MyGuide hoofdsponsor en in het seizoen 2007/2008 heet de basketbalclub Amsterdamse Basketball Club MyGuide Amsterdam.
In het seizoen 2007/08 werd MyGuide Amsterdam wordt voor de zesde maal Nederlands kampioen. Het jaar daarop, op 26 augustus 2008, kondigde MyGuide Amsterdam aan dat er een tweede sponsor was aangetrokken: Eclipse Aviation Inc.. Vanaf dat moment heet de club Amsterdamse Basketball Club EclipseJet-MyGuide Amsterdam. Door het faillissement van zowel MyGuide als Eclipse Aviation heeft de sponsoring niet gebracht wat ervan werd verwacht. Salarissen van spelers konden bijna een half seizoen niet volledig worden betaald en een groot deel van de selectie verliet de club.
Het seizoen 2009/10 begon zonder hoofdsponsor met een team dat bestond uit alleen jeugdspelers en ook het seizoen daarop werd geen hoofsponsor gevonden. Een groot deel van de kosten werd gedragen door de bestuursleden zelf. Halverwege het seizoen worden er wel twee sponsors aangetrokken, maar er werd besloten verder te gaan met alle talenten.
Het seizoen 2010/11 werd afgesloten op een achtste plek, boven het gesponsorde Landstede Basketbal uit Zwolle en Rotterdam Basketbal. Kort na het einde van het seizoen, op 19 mei 2011, werd bekend dat ABC Amsterdam met spoed een sponsor zoekt, anders zou per 1 juni de club worden opgeheven. Op de ALV waren echter niet genoeg leden aanwezig waardoor de vereniging nog niet ontbonden kon worden. De beslissing werd opgeschoven naar 9 juni, maar op 8 juni werd dit nogmaals verschoven naar 21 juni, omdat er voldoende hoop was dat er toch nog genoeg geld opgehaald zou worden, hetzij door een sponsor, hetzij door de verkoop van seizoen- en businessclubkaarten. Op 21 juni werd ook deze vergadering afgelast vanwege vergaande gesprekken met een nieuwe sponsor. Op 12 juli werd uiteindelijk bekend dat ABC Amsterdam zich niet zou inschrijven voor het komende seizoen. De club werd op 1 augustus 2011 opgeheven.

### Namen
Mede door de veranderende hoofdsponsors, heeft de club in het verleden meerdere namen gekend.
- 1995–1996: Finish Profiles Amsterdam
- 1996–1997: Finish Profiles Astronauts
- 1997–2002: Ricoh Astronauts
- 2002–2006: Demon Astronauts
- 2006–2007: Amsterdam Astronauts
- 2007–2008: MyGuide Amsterdam
- 2008–2009: EclipseJet-MyGuide Amsterdam
- 2009–2011: ABC Amsterdam

## Resultaten
| Seizoen | Niv. | Comp. | Pos. | Playoffs   | NBB Beker | Europese competities         |
| ------- | ---- | ----- | ---- | ---------- | --------- | ---------------------------- |
| 1995–96 | 1    | DBL   | 9    | –          | –         | –                            |
| 1996–97 | 1    | DBL   | 3    | Runner-up  | Winnaar   | –                            |
| 1997–98 | 1    | DBL   | 2    | 1/2 Finale | Winnaar   | 3 Korać Cup – Groepsfase     |
| 1998–99 | 1    | DBL   | 1    | Kampioen   | Winnaar   | 3 Korać Cup – Groepsfase     |
| 1999–00 | 1    | DBL   | 1    | Kampioen   | –         | 3 Saporta Cup – Laatste 16   |
| 2000–01 | 1    | DBL   | 1    | Kampioen   | –         | 3 Korać Cup – 1/2 Finale     |
| 2001–02 | 1    | DBL   | 3    | Kampioen   | –         | 2 Saporta Cup – Groepsfase   |
| 2002–03 | 1    | DBL   | 2    | 1/2 Finale | Runner-up | 2 ULEB Cup – Groepsfase      |
| 2003–04 | 1    | DBL   | 2    | 1/2 Finale | Winnaar   | 2 ULEB Cup – Groepsfase      |
| 2004–05 | 1    | DBL   | 3    | Kampioen   | –         | 3 Europe League – Laatste 16 |
| 2005–06 | 1    | DBL   | 2    | 1/2 Finale | Winnaar   | 2 ULEB Cup – Groepsfase      |
| 2006–07 | 1    | DBL   | 6    | 1/2 Finale | –         | 3 FIBA EuroCup – Groepsfase  |
| 2007–08 | 1    | DBL   | 1    | Kampioen   | Runner-up | 3 FIBA EuroCup – Poulefase   |
| 2008–09 | 1    | DBL   | 1    | Kampioen   | Runner-up | 3 EuroChallenge – 1/4 Finale |
| 2009–10 | 1    | DBL   | 7    | 1/4 Finale | Runner-up | 3 EuroChallenge – Groepsfase |
| 2010–11 | 1    | DBL   | 8    | 1/4 Finale | –         | –                            |

## Bekende (oud-)spelers
- Joe Spinks
- Chris McGuthrie
- Dimeo van der Horst
- Sergio de Randamie
- Jessey Voorn
- Mohamed Kherrazi
- Ralf de Pagter
- Robert Krabbendam
- Avis Wyatt
- Peter van Paassen
- Marcel Huijbens
- Stefan Wessels
- Teddy Gipson
- Niels Meijer

## Kampioenschappen en bekerwinsten

### Landskampioenschappen
- 1998 - 1999 Ricoh Astronauts (Amsterdam)
- 1999 - 2000 Ricoh Astronauts (Amsterdam)
- 2000 - 2001 Ricoh Astronauts (Amsterdam)
- 2001 - 2002 Ricoh Astronauts (Amsterdam)
- 2004 - 2005 Demon Astronauts (Amsterdam)
- 2007 - 2008 ABC MyGuide Amsterdam (Amsterdam)
- 2008 - 2009 ABC EclipseJet Amsterdam (Amsterdam)

### NBB-Beker[8]
- 1996 - 1997 Finish Profiles Astronauts Amsterdam
- 1997 - 1998 Ricoh Astronauts Amsterdam
- 1998 - 1999 Ricoh Astronauts Amsterdam
- 2003 - 2004 Demon Astronauts Amsterdam
- 2005 - 2006 Demon Astronauts

### Haarlem Basketball Week[9]
- 2002: Ricoh Astronauts Amsterdam
- 2005: Ricoh Astronauts Amsterdam
- 2008: EclipseJet MyGuide Amsterdam